# 羅馬史 (蒙森)
《羅馬史》（德語：Römische Geschichte）是三卷組成的古羅馬歷史專著，由特奧多爾·蒙森撰寫，於西元1854年到1856年出版。本作一出版旋即受到廣大迴響，使蒙森在短時間之內成名。這部史書在今日依舊有極高的研究價值，並仍被多方引用。在蒙森獲得諾貝爾文學獎時，這部作品被視爲得獎主因。